# Odd Johnsen
Odd Johnsen (Drammen, 19 marzo 1963) è un ex calciatore norvegese, di ruolo centrocampista.

## Carriera

### Club
Johnsen giocò per Åssiden, Mjøndalen, Brann, Strømsgodset, Vestfossen e Solberg. Fu autore di una doppietta nella finale della Coppa di Norvegia 1991, vinta sul Rosenborg. È considerato uno dei calciatori più forti ad aver vestito la maglia del Godset.

### Nazionale
Giocò una partita per la Norvegia under 21. L'incontro fu datato 11 agosto 1982, con il calciatore che subentrò a Sten Glenn Håberg nella sconfitta per 4-0 contro la Svezia under 21.